# St. Charles (Idaho)
St. Charles – miasto w Stanach Zjednoczonych, w stanie Idaho, w hrabstwie Bear Lake.